# Лук гузарский
Лук гузарский (лат. Allium gusaricum) — многолетнее травянистое растение, вид рода Лук (Allium) семейства Луковые (Alliaceae). Назван по Гиссарской долине и Гиссарскому хребту.

## Распространение и экология
В природе ареал вида охватывает Памиро-Алай (долина Зеравшана). Эндемик.
Произрастает на каменистых склонах.

## Ботаническое описание
Луковицы цилиндрически-конические, толщиной около 0,5 см, скучены по нескольку, прикреплены к короткому восходящему корневищу, с буроватыми сетчатыми оболочками. Стебель высотой 5—15 см, тонкий, бороздчатый, гладкий, при основании одетый шероховатыми или волосистыми влагалищами листьев.
Листья в числе 3—4, узколинейные, шириной 0,5—1,5 мм, плоские, волосистые, значительно короче стебля.
Зонтик пучковатый или полушаровидный, немногоцветковый, рыхлый. Листочки колокольчатого околоцветника в гербарии фиолетовые с коричневатым оттенком, длиной 7—8 мм, почти равные, линейно-ланцетные, оттянутые, острые. Нити тычинок в полтора раза короче листочков околоцветника, сросшиеся, цельные, наружные треугольно-шиловидные, внутренние в 2 раза шире, узко-треугольные. Столбик не выдается из околоцветника.
Коробочка в 2 раза короче околоцветника.

## Таксономия
Вид Лук гузарский входит в род Лук (Allium) семейства Луковые (Alliaceae) порядка Спаржецветные (Asparagales).
|  |                                      |  |                                                             |                                                             |                   |  | ещё 24 семейства (согласно Системе APG II) | ещё 24 семейства (согласно Системе APG II) |                     |  |  |  | ещё более 870 видов |
|  |                                      |  |                                                             |                                                             |                   |  | ещё 24 семейства (согласно Системе APG II) | ещё 24 семейства (согласно Системе APG II) |                     |  |  |  | ещё более 870 видов |
|  |                                      |  |                                                             | порядок Спаржецветные                                       |                   |  |                                            |                                            | род Лук             |  |  |  |                     |
|  |                                      |  |                                                             | порядок Спаржецветные                                       |                   |  |                                            |                                            | род Лук             |  |  |  |                     |
|  | отдел Цветковые, или Покрытосеменные |  |                                                             |                                                             | семейство Луковые |  |                                            |                                            | вид Лук гузарский   |  |  |  |                     |
|  | отдел Цветковые, или Покрытосеменные |  |                                                             |                                                             | семейство Луковые |  |                                            |                                            |                     |  |  |  |                     |
|  |                                      |  | ещё 44 порядка цветковых растений (согласно Системе APG II) | ещё 44 порядка цветковых растений (согласно Системе APG II) |                   |  |                                            | ещё около 300 родов                        | ещё около 300 родов |  |  |  |                     |
|  |                                      |  |                                                             | ещё 44 порядка цветковых растений (согласно Системе APG II) |                   |  |                                            |                                            | ещё около 300 родов |  |  |  |                     |